# Ulttyk liga (maschile)
La Ulttyk liga, massima divisione del campionato kazako, è una competizione pallavolistica per squadre di club kazake maschili, organizzata con cadenza annuale dalla VFRK.

## Edizioni
| Anno             | Podio                | Podio         | Podio                |
| Campione         | Seconda              | Terza         |                      |
| ---------------- | -------------------- | ------------- | -------------------- |
| 1992-93 Dettagli | Rahat                | -             | -                    |
| 1993-94 Dettagli | Rahat                | -             | -                    |
| 1994-95 Dettagli | Bulat                | -             | -                    |
| 1995-96 Dettagli | Rahat                | -             | -                    |
| 1996-97 Dettagli | Rahat                | -             | -                    |
| 1997-98 Dettagli | Zhaiyk               | -             | -                    |
| 1998-99 Dettagli | Rahat                | -             | -                    |
| 1999-00 Dettagli | Rahat                | -             | -                    |
| 2000-01 Dettagli | Rahat                | -             | -                    |
| 2001-02 Dettagli | Condensat            | -             | -                    |
| 2002-03 Dettagli | Atıraw               | -             | -                    |
| 2003-04 Dettagli | Atıraw               | -             | -                    |
| 2004-05 Dettagli | Rahat                | -             | -                    |
| 2005-06 Dettagli | Rahat                | -             | -                    |
| 2006-07 Dettagli | Rahat                | -             | -                    |
| 2007-08 Dettagli | Almatı               | -             | -                    |
| 2008-09 Dettagli | Almatı               | -             | -                    |
| 2009-10 Dettagli | Almatı               | -             | -                    |
| 2010-11 Dettagli | Almatı               | -             | -                    |
| 2011-12 Dettagli | Almatı               | -             | -                    |
| 2012-13 Dettagli | Almatı               | -             | -                    |
| 2013-14 Dettagli | Condensat            | -             | -                    |
| 2014-15          | Non disputata        | Non disputata | Non disputata        |
| 2015-16 Dettagli | Altay                | Almatı        | Pavlodar             |
| 2016-17 Dettagli | Altay                | Pavlodar      | TNK-Qazxrom          |
| 2017-18 Dettagli | Atıraw               | Pavlodar      | TNK-Qazxrom          |
| 2018-19 Dettagli | TNK-Qazxrom          | Atıraw        | Taraz                |
| 2019-20 Dettagli | Almatı               | Atıraw        | Taraz                |
| 2020-21 Dettagli | Burevestnik Alma-Ata | Mangystau     | Atıraw               |
| 2021-22 Dettagli | Atıraw               | Esil          | Burevestnik Alma-Ata |

## Palmarès
| Squadra              | Titolo | Edizione                                                                                 |
| -------------------- | ------ | ---------------------------------------------------------------------------------------- |
| Rahat                | 10     | 1992-93, 1993-94, 1995-96, 1996-97, 1998-99, 1999-00, 2000-01, 2004-05, 2005-06, 2006-07 |
| Almatı               | 7      | 2007-08, 2008-09, 2009-10, 2010-11, 2011-12, 2012-13, 2019-20                            |
| Atıraw               | 4      | 2002-03, 2003-04, 2017-18, 2021-22                                                       |
| Condensat            | 2      | 2001-02, 2013-14                                                                         |
| Altay                | 2      | 2015-16, 2016-17                                                                         |
| Bulat                | 1      | 1994-95                                                                                  |
| Zhaiyk               | 1      | 1997-98                                                                                  |
| TNK-Qazxrom          | 1      | 2018-19                                                                                  |
| Burevestnik Alma-Ata | 1      | 2020-21                                                                                  |